# Sivas
Sivas (dříve Sebasteia) je turecké město, správní středisko provincie, jež nese jeho jméno. V roce 2009 žilo ve městě 300 795 obyvatel. Leží v nadmořské výšce 1285 m n. m., v údolí nejdelší turecké řeky Kızılırmak.
Na počátku 4. století tu působil a posléze mučednickou smrtí zemřel biskup svatý Blažej. V roce 1993 došlo ve městě k události, která je označovaná jako sivaský masakr. 2. července tohoto roku bylo rozvášněným davem militantních islamistů zavražděno 37 Alevitů. Tato událost podnítila tureckou vládu, aby zaujala tvrdší postoj vůči náboženským fanatikům a antisekularistům.